# Coleford Railway

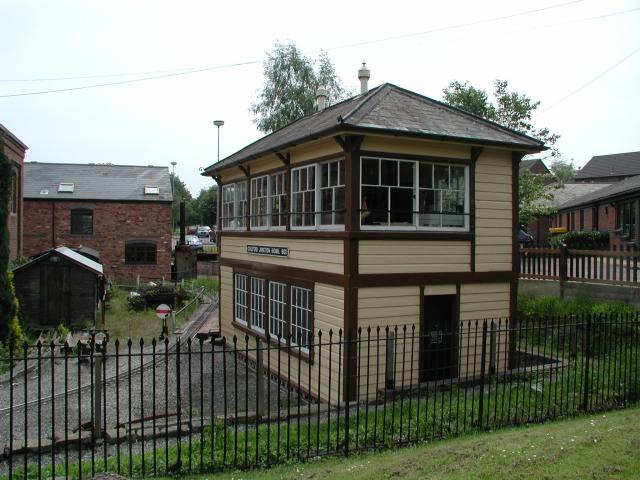
Stellwerk der Coleford Railway

Die Coleford Railway war eine britische Eisenbahngesellschaft in Gloucestershire in England.
Die Gesellschaft erhielt am 18. Juli 1872 das Recht eine Bahnstrecke von Coleford nach Wyesham am River Wye gegenüber von Monmouth auf dem Gleisbett der Monmouth Railway zu errichten. Der Bau einer Nebenstrecke der Severn and Wye Railway nach Lydbrook  sowie eine Wirtschaftskrise ließen die Dringlichkeit des Bahnbaues in den Hintergrund treten. Am 30. Juni 1874 übernahm die Great Western Railway die Konzession. Am 1. September 1883 wurde die 8,5 Kilometer lange Strecke in Betrieb genommen.
Die GWR übernahm zum 7. August 1884 die Coleford Railway. Der Personenverkehr wurde am 1. Januar 1917 und der Güterverkehr am 11. August 1967 eingestellt.